# Meyrieux-Trouet
Meyrieux-Trouet là một xã thuộc tỉnh Savoie trong vùng Rhône-Alpes ở đông nam nước Pháp. Xã này nằm ở khu vực có độ cao từ 359-1480 mét trên mực nước biển.